# Kapverdisk escudo
Kapverdisk escudo (Esc - Escudo cabo-verdiano) är den valuta som används i Kap Verde utanför Afrikas västra kust. Valutakoden är CVE. 1 Escudo = 100 centavos.
Valutan infördes 1914 och ersatte den kapverdiske realen. 
Valutan har en fast växelkurs till 0,009 euro, det vill säga 100 CVE = 0,90 EUR och 1 EUR = 110,26 CVE.

## Användning
Valutan ges ut av Banco de Cabo Verde / Banku di Kabuberdi  - BCV som grundades 1864, ombildades 1976 och har huvudkontoret i Praia på huvudön  Santiago.

## Valörer
- mynt: 1, 5, 10, 20, 50 och 100 Escudos
- underenhet: används ej, tidigare centavos
- sedlar: 100, 200, 500, 1000, 2000, 2500 och 5000 CVE